# Шуманский, Юрий Николаевич
Юрий Николаевич Шуманский (бел. Юрый Мікалаевіч Шуманскі; род. 21 сентября 1980, Жодино, Минская область) — белорусский футболист, защитник.

## Карьера
Футболом начал заниматься в 1989 году. Воспитанник жодинской ДЮСШ «БелАЗ». Первый тренер — Александр Михальченко. Заканчивал свою юношескую карьеру в Минске у Олега Новицкого. В 1998 году стал выступать за жодинское «Торпедо». В своём дебютном сезоне футболист провёл 2 матча в чемпионате. В сезоне 1999 года футболист окончательно закрепился в основной команде жодинского клуба. Вместе с клубом в 2001 году стал победителем Первой лиги. Свой дебютный матч в Высшей лиге сыграл 12 апреля 2002 года в матче против борисовского БАТЭ. На протяжении всей карьеры в жодинскому клубе футболист был ключевым защитником.
В июле 2006 года футболист перешёл в бобруйскую «Белшину». Дебютировал за клуб 5 августа 2006 года в матче против солигорского «Шахтёра». В бобруйском клубе футболист также стал одним из основных защитников. Однако по итогу сезона вместе с клубом вылетел в Первую лигу. В начале 2008 года футболист присоединился к минскому «Локомотиву» на сезон. В 2009 году перебрался в гродненский «Неман». По окончании сезона 2010 года закончил профессиональную карьеру футболиста в возрасте 30 лет из-за накопившихся травм. Имеет диплом экономиста, окончив во время футбольной карьеры Институт предпринимательской деятельности. После завершения спортивной карьеры работал в банке.

## Достижения
Торпедо-БелАЗ|«Торпедо» Жодино
- Победитель Первой Лиги: 2001